# Vortumnus
För Arcimboldos porträtt, se Vertumnus

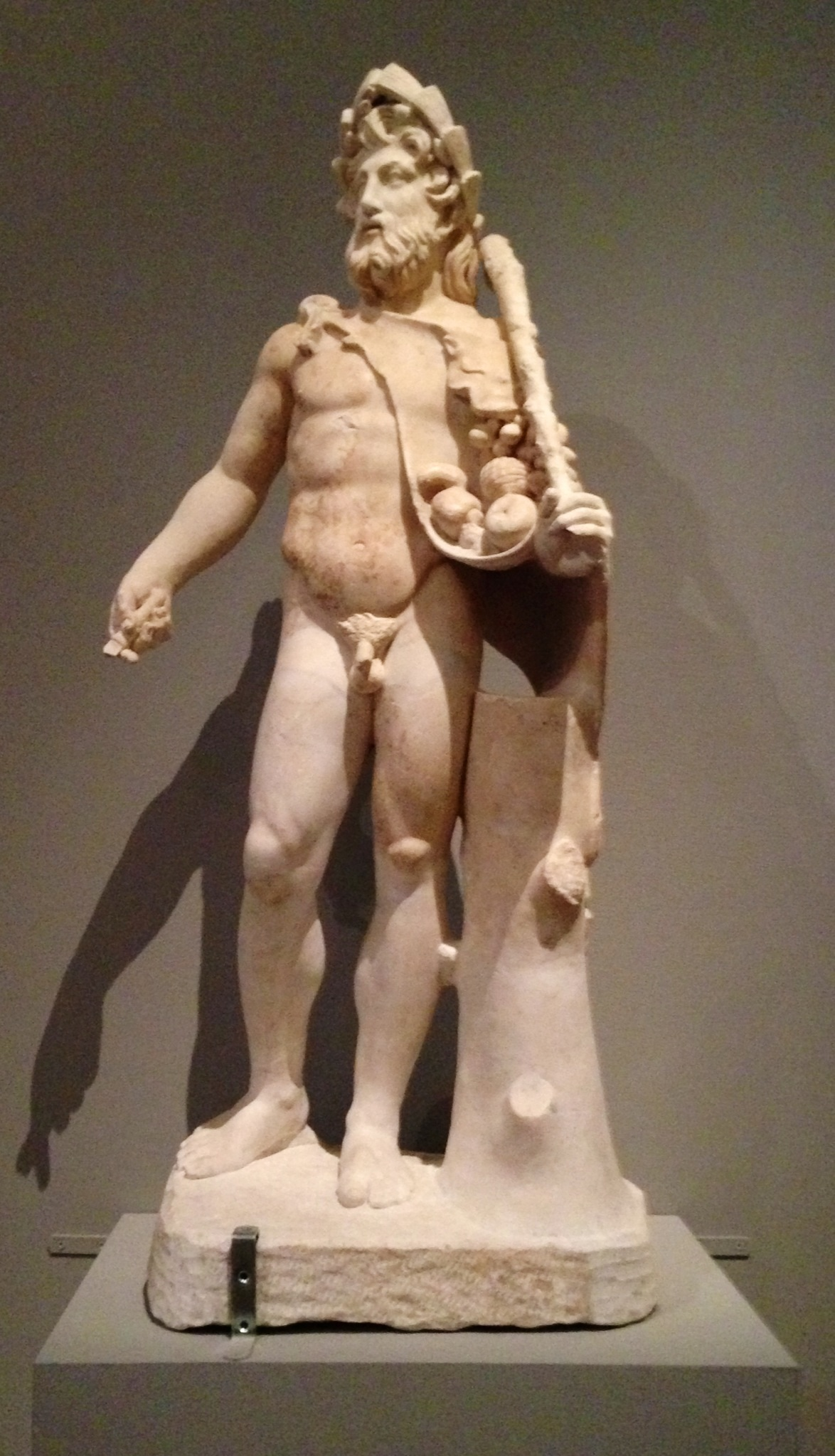
Vertumne

Vortumnus (även Vertumnus eller Vertimnus) är i romersk mytologi trädgårdsguden och årstidernas gud vars namn ("den föränderlige") häntyder på årets växlingar, med olika årstider. Hans maka är frukt- och trädgårdsgudinnan Pomona.
Vortumnus är närmast fruktens gud. Han är givare av både vårens och sommarens, men framför allt höstens rika gåvor och avbildas som en skön yngling eller en kraftig, mogen man med en krans av ax eller gröna löv om tinningarna, rika frukter i sitt förskinn och en fruktkniv i handen. Man tillade honom även förmågan att byta skick och gestalt i likhet med grekernas Proteus.

## Galleri

Rudolf II som Vertumnus. Giuseppe Arcimboldo. Finns på Skoklosters slott.
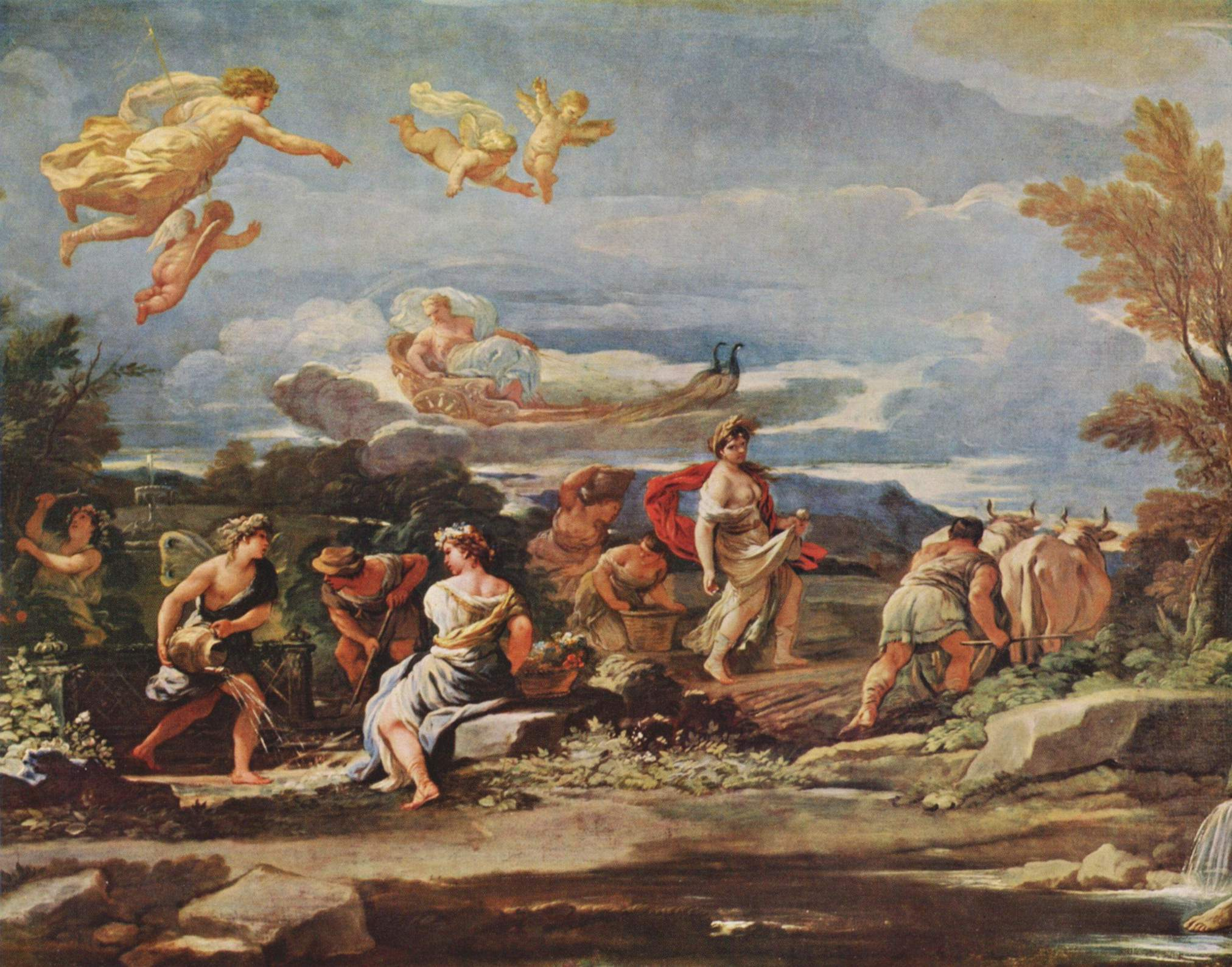
Vertumnus and Pomona av Luca Giordano (1682–1683), i privat ägo.